# Euromonitor International
Tập đoàn nghiên cứu thị trường Euromonitor International là một tổ chức được thành lập vào năm 1972  với trụ sở chính tại London (Anh Quốc), với hơn 1000 chuyên gia nghiên cứu thị trường và chuyên gia tư vấn toàn cầu cung cấp thông tin thị trường, sách tham khảo, hồ sơ nghiên cứu doanh nghiệp và dự báo thị trường của trên 80 quốc gia. Hiện tại Euromonitor có các văn phòng tại Chicago, Singapore, Shanghai, Vilnius, Dubai, Cape Town và Santiago..